# UFC 242
UFC 242: Khabib vs. Poirier è stato un evento di arti marziali miste tenuto dalla Ultimate Fighting Championship il 7 settembre 2019 all'Isola Yas di Abu Dhabi, negli Emirati Arabi Uniti.

## Risultati
|                                        | Divisione             |                         |                 |                     | Metodo                                      | Round           | Tempo           | Premio          |
| Card Principale                        | Card Principale       | Card Principale         | Card Principale | Card Principale     | Card Principale                             | Card Principale | Card Principale | Card Principale |
| -------------------------------------- | --------------------- | ----------------------- | --------------- | ------------------- | ------------------------------------------- | --------------- | --------------- | --------------- |
| Sfida valida per il titolo di campione | Pesi leggeri          | Khabib Nurmagomedov (c) | batte           | Dustin Poirier (ic) | Sottomissione (rear-naked choke)            | 3               | 2:05            | POTN            |
|                                        | Pesi leggeri          | Paul Felder             | batte           | Edson Barboza       | Decisione non unanime (27–30, 29–28, 30–27) | 3               | 5:00            |                 |
|                                        | Pesi leggeri          | Islam Machačev          | batte           | Davi Ramos          | Decisione unanime (29-27, 30-26, 30-26)     | 3               | 5:00            |                 |
|                                        | Pesi massimi          | Curtis Blaydes          | batte           | Shamil Abdurakhimov | KO tecnico (pugni e gomitate)               | 2               | 2:23            |                 |
|                                        | Pesi leggeri          | Carlos Diego Ferreira   | batte           | Mairbek Taisumov    | Decisione unanime (29–28, 29–27, 29–27)     | 3               | 5:00            |                 |
| Card Preliminare (FX/ESPN+)            |                       |                         |                 |                     |                                             |                 |                 |                 |
|                                        | Pesi mosca femminili  | Joanne Calderwood       | batte           | Andrea Lee          | Decisione non unanime (28-29, 30-27, 29-28) | 3               | 5:00            |                 |
|                                        | Pesi piuma            | Zubaira Tukhugov        | vs.             | Lerone Murphy       | Parità (28-29, 29-28, 28-28)                | 3               | 5:00            |                 |
|                                        | Catchweight (138 lbs) | Sarah Moras             | batte           | Liana Jojua         | KO tecnico (pugni e gomitate)               | 3               | 2:26            |                 |
|                                        | Pesi leggeri          | Ottman Azaitar          | batte           | Teemu Packalen      | KO (pugni)                                  | 1               | 3:32            | POTN            |
| Card Preliminare (UFC Fight Pass)      |                       |                         |                 |                     |                                             |                 |                 |                 |
|                                        | Pesi welter           | Belal Muhammad          | batte           | Takashi Sato        | Sottomissione (rear-naked choke)            | 3               | 1:56            | POTN            |
|                                        | Pesi welter           | Muslim Salikhov         | batte           | Nordine Taleb       | KO (pugni)                                  | 1               | 4:26            | POTN            |
|                                        | Pesi medi             | Omari Akhmedov          | batte           | Zak Cummings        | Decisione unanime (30–27, 30–27, 29–28)     | 3               | 5:00            |                 |
|                                        | Pesi leggeri          | Don Madge               | batte           | Fares Ziam          | Decisione unanime (30–27, 30–27, 29–28)     | 3               | 5:00            |                 |

## Premi
I lottatori premiati ricevettero un bonus di 50.000 dollari.
Legenda:
- FOTN: Fight of the Night (vengono premiati entrambi gli atleti per il miglior incontro dell'evento)
- POTN: Performance of the Night (viene premiato il vincitore per la migliore performance dell'evento)